# Niebytów
Niebytów (biał. Небытаў, Niebytau, ros. Небытов, Niebytow) – wieś na Białorusi, w obwodzie homelskim, w rejonie chojnickim, w sielsowiecie Kozietuzje. W 1921 roku znajdowały się w niej 23 budynki.